# Architektura barokowa we Francji

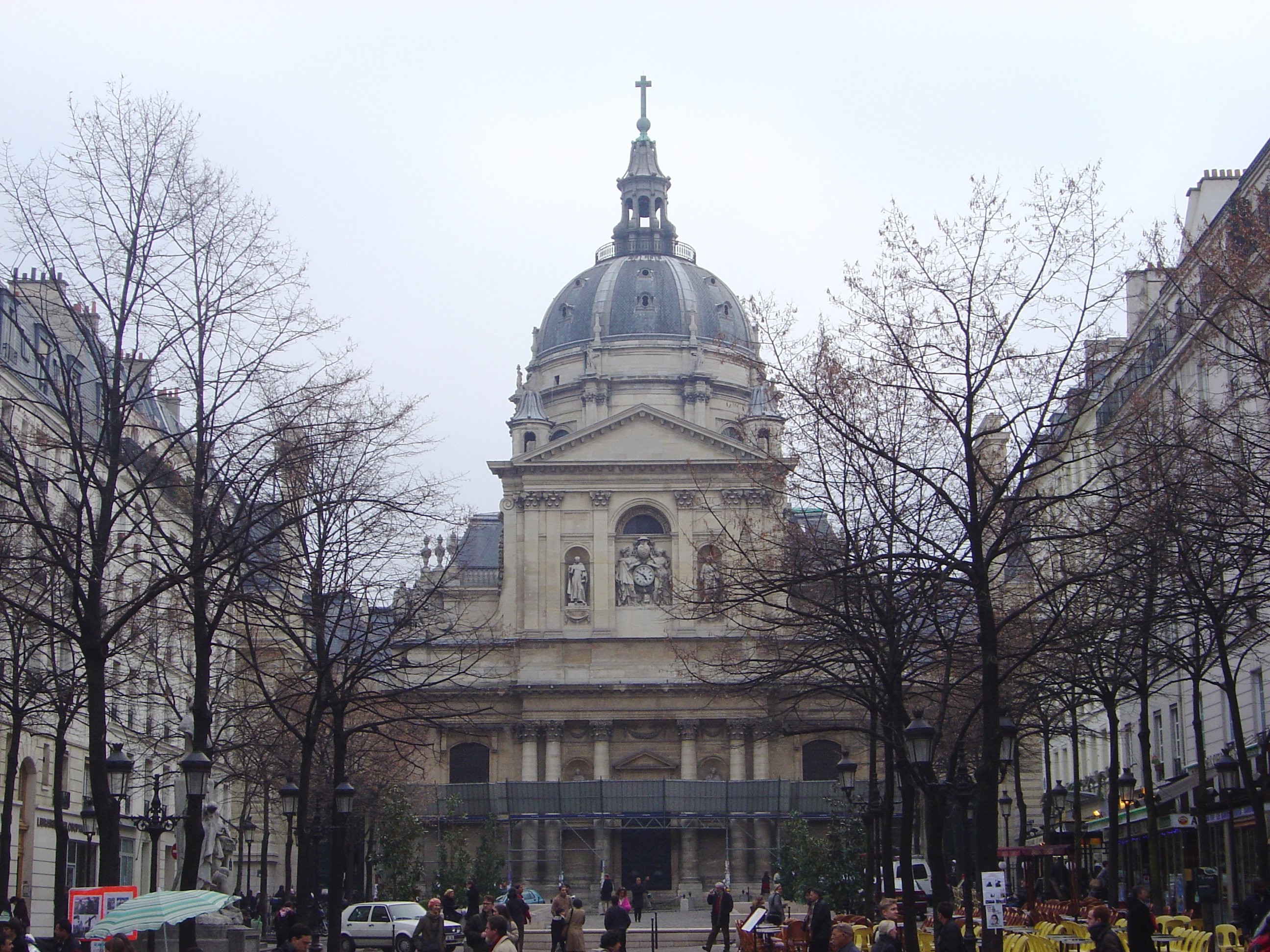
Sorbona – kościół zbudowany przez Jacques'a Lemerciera

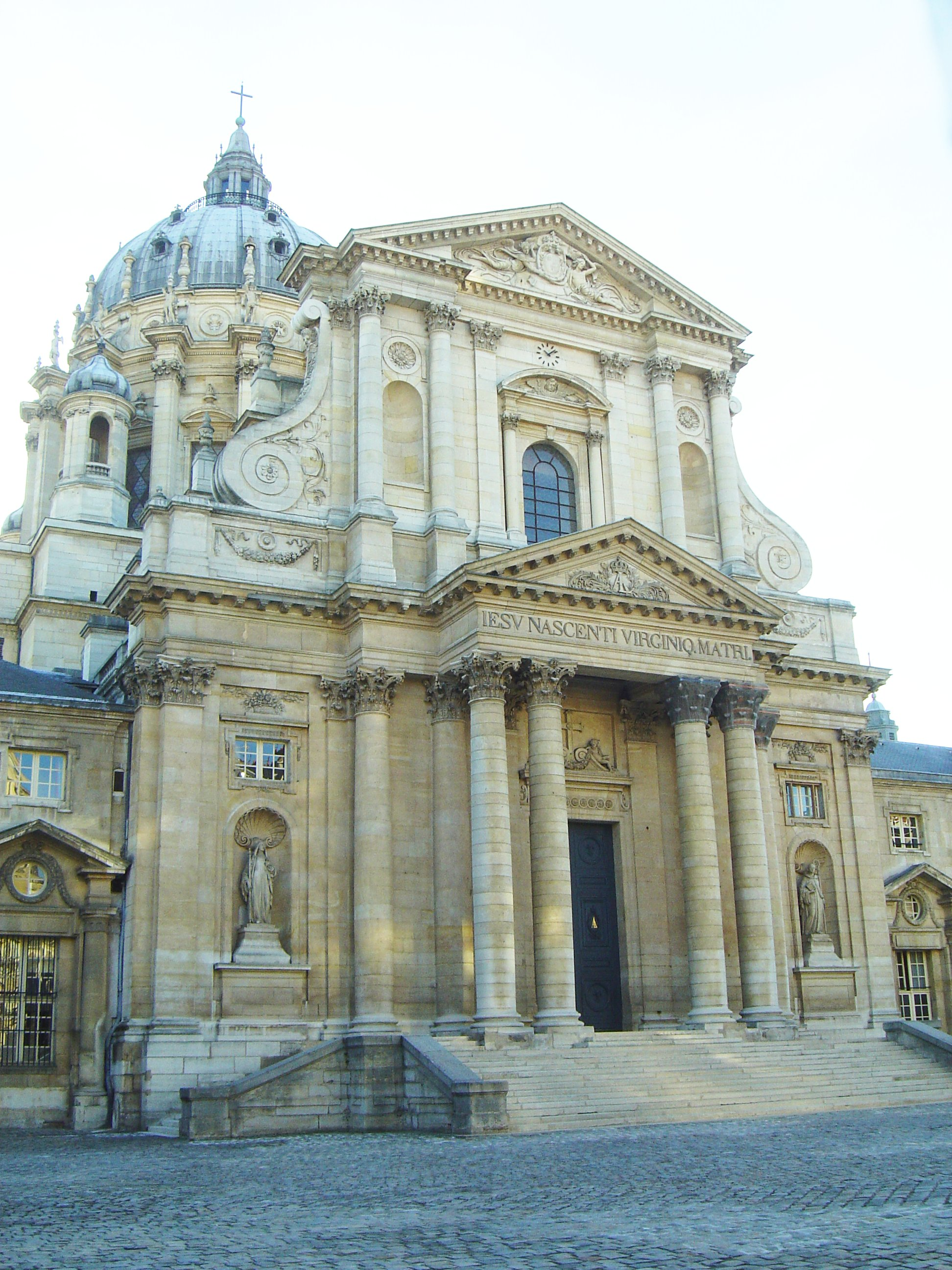
Kościół Val-de-Grâce – projekt François Mansarta

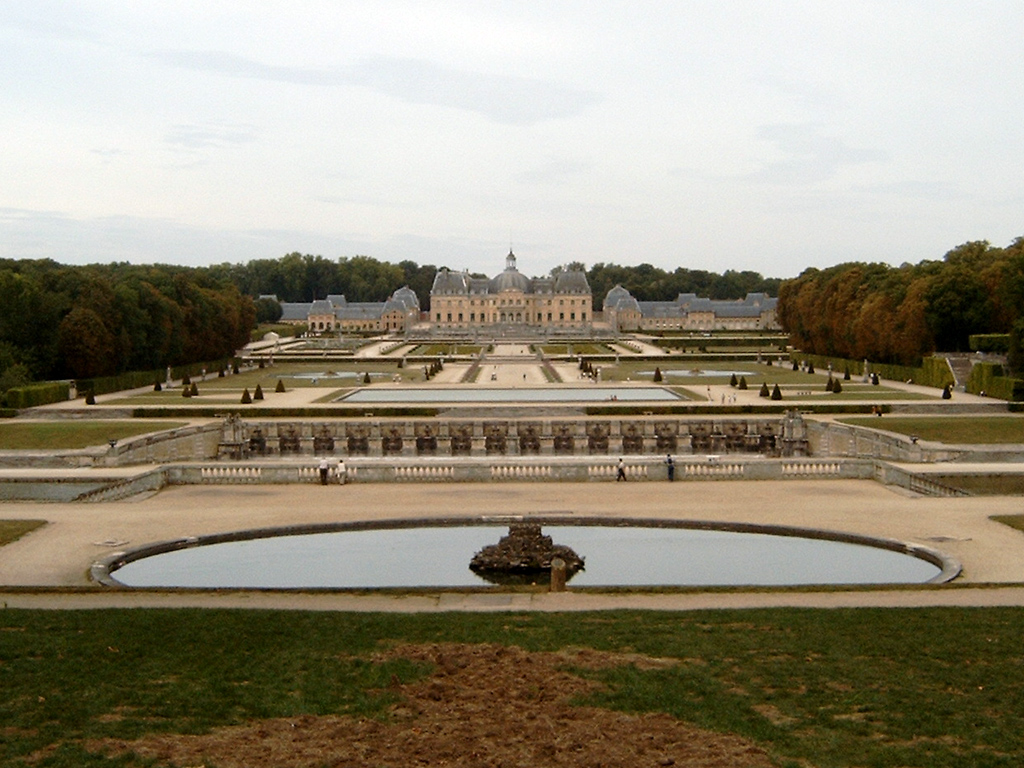
Pałacyk Vaux-le-Vicomte – projekt Louisa Le Vau, ogród André Le Nôtre

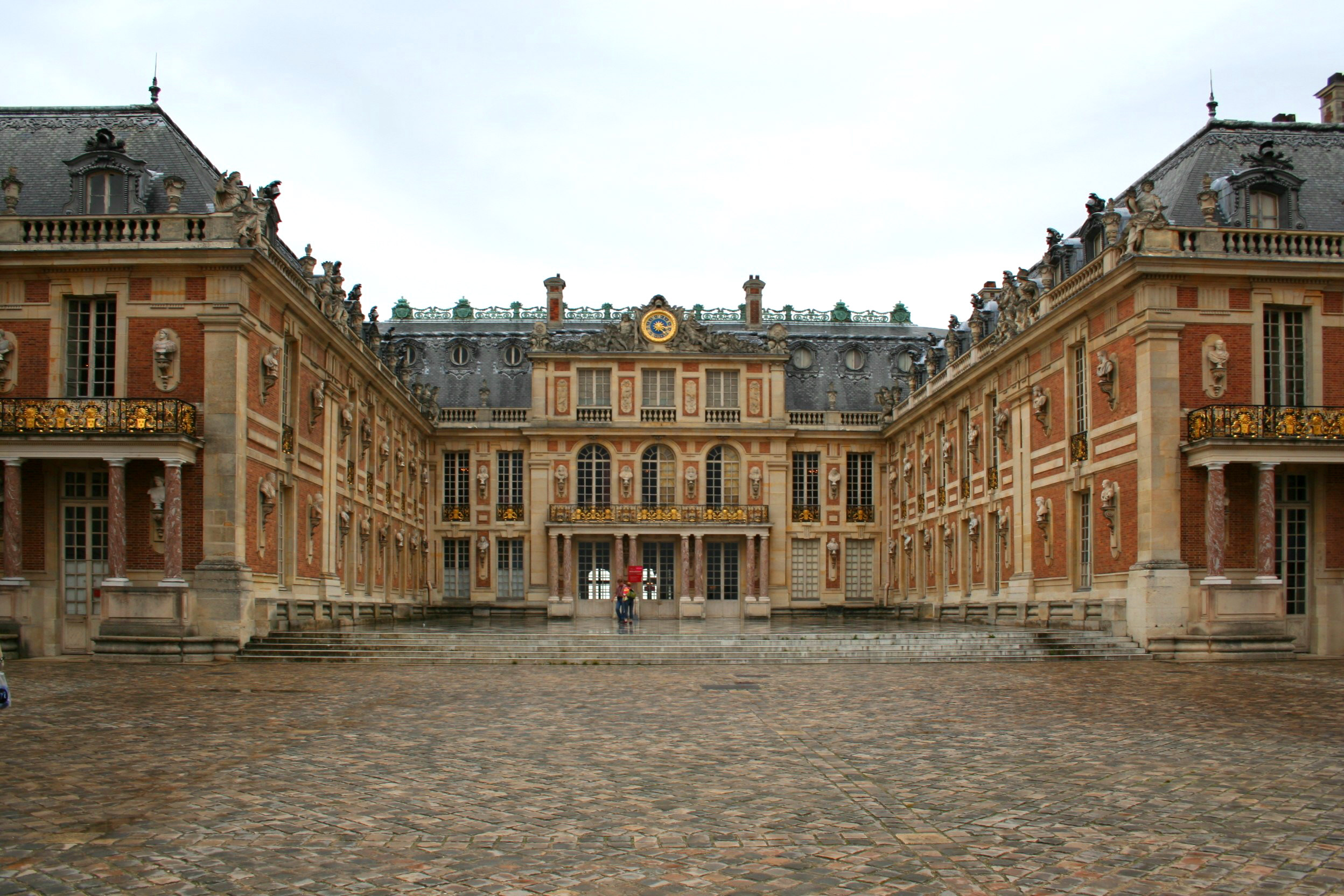
Wersal

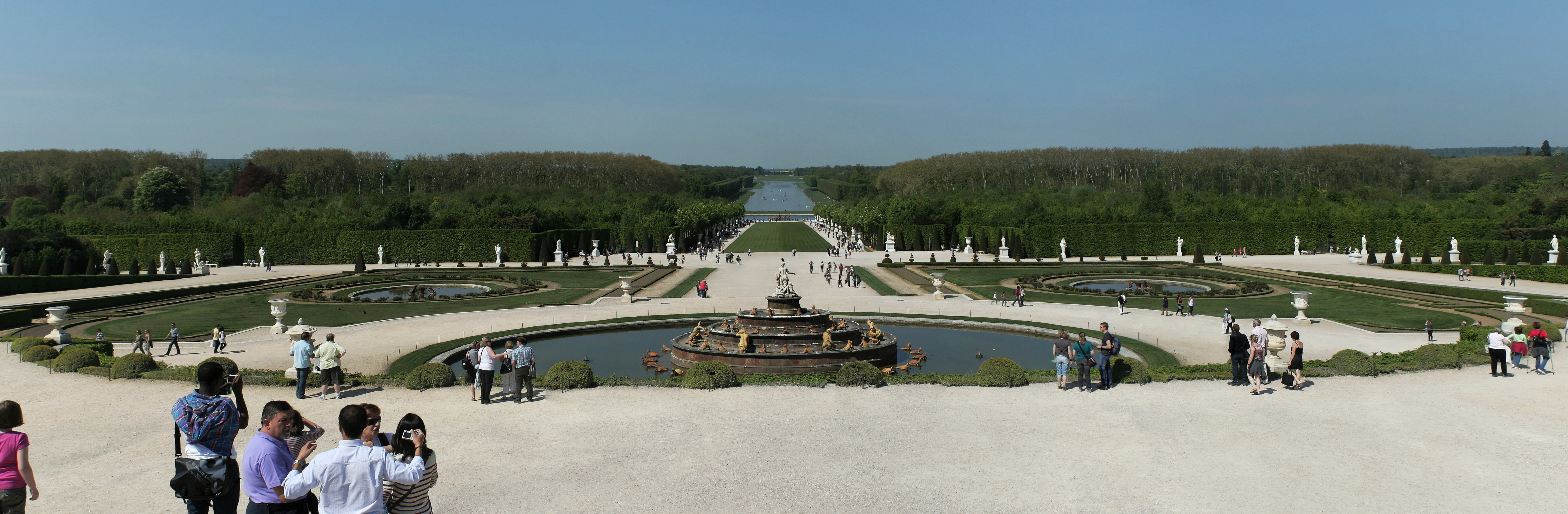
Ogród wersalski

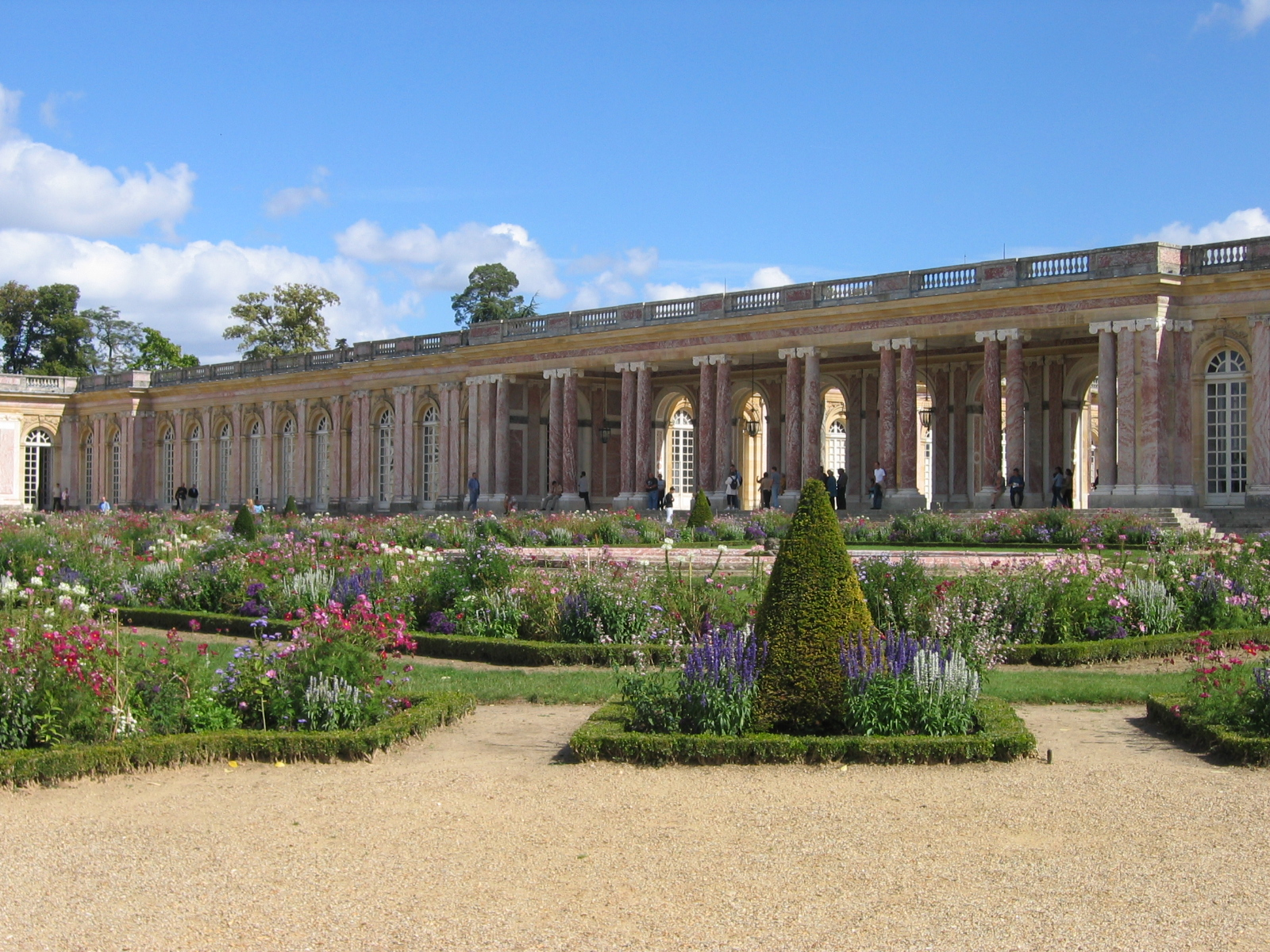
Pałac Grand Trianon w Wersalu, projekt Hardouin-Mansarta

Do Francji barok zawitał w pierwszej połowie XVII wieku. Największy jego rozkwit przypada na drugą połowę XVII wieku, a na początku XVIII wieku przechodzi w specyficzną odmianę stylu nazywaną rokoko. W 1624 r. Ludwik XIII mianował kardynała Richelieu na pierwszego ministra. Ich wspólne działania doprowadziły do umocnienia władzy monarszej oraz dominacji politycznej i ekonomicznej Francji w Europie. Wzrost dobrobytu społeczeństwa i poczucie własnej wartości owocuje rozkwitem nauki i sztuki. Głównym ośrodkiem był dwór królewski, który otoczył mecenatem wielu artystów. Monarchia absolutna dla podkreślenia własnej wspaniałości potrzebowała wielu dzieł sztuki jako oprawy. Bogactwo i splendor dworu królewskiego stał się wzorcem dla szerokich kręgów szlachecko-mieszczańskich w kraju i innych monarchii w Europie.
Francuscy historycy stosują zwyczaj określania poszczególnych stylów od imienia panującego w danym okresie władcy. Stąd warto przypomnieć, kto panował w okresie poszczególnych faz baroku:
- pierwsza faza – wczesny barok – styl Ludwika XIII, od ok. 1625–1643
- druga faza – rozkwit baroku – styl Ludwika XIV, 1643–1715
- rokoko – styl Ludwika XV, 1715–1750.

Przejście renesansu w barok we Francji przybrało łagodną formę. W pierwszym okresie widoczne są wpływy włoskie i niderlandzkie. Jednak nowe trendy nie zdominowały francuskiej formy renesansu dekoracyjnego. Właściwie do końca panowania Ludwika XIV przewijały się dwa nurty:
- włosko-barokowy, bardzo powściągliwy, ograniczony do ryzalitowania fasad, stosowania bogatych w formie bębnów i kopuł oraz lunet; tylko wystrój wnętrz cechuje drobiazgowa, rzeźbiarska dekoracyjność,
- francusko-renesansowy, nazywany także "barokiem klasycznym" lub "klasycyzującym", popierany przez rząd i propagowany w otwartej w Paryżu Akademii Architektury (30 grudnia 1671 r.).

Barok w formie wypracowanej we Włoszech nigdy nie zaistniał we Francji, stąd w opinii niektórych historyków francuskich, we Francji baroku nigdy nie było.

## Barok wczesny i dojrzały
Do pierwszych przedstawicieli baroku klasycznego we Francji należą:
- Jacques Lemercier – wykształcony we Włoszech nadworny architekt Ludwika XIII. Jego dzieła cechują się, w porównaniu z architekturą Włoch, znacznym uproszczeniem bryły. Szczególną uwagę kieruje na wygodne rozwiązanie wnętrz i ich bogaty wystrój. Zbudował Richelieu zamek w Poitou (ok. 1627 r.) oraz pałac Cardinal (później Royal) w Paryżu (ok. 1629). Pracował także przy rozbudowie Luwru. Do dzieł sakralnych Lemerciera należą:
  - zbudowany w latach 1635–1656 kościół Uniwersytecki Sorbony. Jest to budynek zaprojektowany na planie krzyża greckiego z dużą kopułą opartą na bębnie i zwieńczoną wysmukłą latarnią. Wnętrze jest połączone z czterema dużymi kaplicami umieszczonymi pomiędzy ramionami krzyża.
  - kościół Sant-Roch w Paryżu.
- François Mansart – architekt królewski, który w swoich pracach starał się propagować rodzime tradycje, a dekoracyjne detale traktować tylko jako uzupełnienie budowli. Do pierwszych jego prac należy przebudowa zamku Blois (1635–1638 skrzydło Gastona Orleańskiego). Znaczącym dziełem dla architektury jest budowa pałacyku Maison-sur-Seine (Maison Laffitte) pod Paryżem (1642–1650), gdzie zastosował rzut poziomy w kształcie podkowy a ogród umieścił za budynkiem. Rozwiązanie to umożliwiło znacznie lepsze oświetlenie wnętrz i z czasem upowszechniło się w całej Europie. Inne projekty Mansarta to pałac De-la-Vrillerie, elewacje pałacu Carnavalet w Paryżu. Do dzieł sakralnych należą: paryskie kościoły NPMarii i Val-de-Grâce (ok. 1645, ukończony przez Lemerciera) – zbudowane na planach centralnych i zwieńczone kopułami.
- Louis Le Vau – rozbudował schemat wiejskiej rezydencji zapoczątkowany przez Mansarta wprowadzając dużą, eliptyczną lub okrągłą salę w centralnej części planu z zejściem do ogrodu. Sala poprzedzona jest od frontu dużym hallem, do którego przylegają dwie klatki schodowe. Rozwiązanie takie zastosował m.in. w pałacyku Vaux-le-Vicomte na zamówienie Nicolasa Fouqueta (1656–1661). Inne dzieła Le Vau to: Hôtel Lambert (1640–1648), Hôtel Lauzun, Collège Mazarin; pracował przy rozbudowie Luwru (od 1655), północnego skrzydła pałacu Tuilerie i Wersalu (1661–1670).

Kierunek włosko-barokowy reprezentuje Charles Lebrun, architekt, rzeźbiarz i malarz. Pracował na zlecenie Ludwika XIV zdobiąc wnętrza pałaców Vax-le-Vicomte (1658–1661), Hôtelu Lambert (1650–1658), Luwru (Galeria Apollina ok. 1680) i Wersalu (Galeria Zwierciadlana, Salony Wojny i Pokoju, architektura ogrodowa oraz nieistniejące Schody Ambasadorów 1678–1690). Jego twórczość to przede wszystkim doskonale skomponowane z wnętrzem dekoracje. Wprowadza gęsty podział płaszczyzn ścian, sufitów i posadzek. Obramowania stolarskie, cokoły, belkowania zdobi precyzyjnymi ornamentami złożonymi z drobnych elementów. Pomiędzy nimi umieszcza obrazy, gobeliny, obicia.
Na zlecenie Ludwika XIV pracował także przedstawiciel baroku klasycznego, lekarz i architekt Claude Perrault. Jego największym dziełem był projekt wschodniej fasady Luwru (1667–1670) utrzymanej w stylu nawiązującym do palladianizmu. Powyżej poziomu parteru, który optycznie stanowi cokół bryły, umieścił kolumnadę w wielkim porządku zwieńczoną ażurową attyką. Płaszczyznę akcentują trzy ryzality umieszczone na narożach i w osi fasady.
Do czołowych przedstawicieli francuskiego baroku należał Jules Hardouin-Mansart. W 1677 r. Ludwik XIV jemu powierzył kierowanie pracami przy rozbudowie Wersalu. Współpracując z Lebrunem w latach 1678–1689, kontynuował dzieło Le Vau nad powiększeniem pałacu. W skrzydle północnym zaprojektował teatr dworski i dwupoziomową kaplicę pałacową (1698–1710). Kaplicę w latach 1708–1710 wyposażył jego uczeń Robert de Cotte. Dziełem Mansarta były także inne, mniejsze budowle, wchodzące w skład zespołu pałacowego:
- Wielkie Stajnie – zbudowane w latach 1679–1689
- Oranżeria 1681–1689
- pałacyk Grand Trianon, zbudowany dla markizy de Maintenon w latach 1687–1688 i ukończony przez de Cotte'a.

Inne, znane dzieła Mansarta to:
- kościół św. Ludwika w Paryżu, zbudowany na terenie obiektu mieszczącego dom i szpital dla inwalidów zaprojektowanego przez Libéral Bruant'a. Kościół nazywany jest powszechnie Tumem Inwalidów (1679–1706)
- rozbudowa pałacu w Saint-Germain-en-Laye (1674–1682)
- przebudowa pałacu w Chantily (1684–1686)
- kościół Notre Dame w Wersalu (1684–1686)
- prace przy modernizacji urbanistyki Paryża – Place des Victoires (1686–1687) i Place Vendôme (1698–1701).

Zespół pałacowo-ogrodowy Wersalu powszechnie jest uznawany za najlepsze dzieło francuskiego renesansu. Ogród został zaprojektowany przez André Le Nôtre, twórcę barokowego ogrodu francuskiego.

## Rokoko
Pod koniec baroku wyodrębnił się nowy kierunek nazwany rokoko (j. franc. rocaille – muszla). We Francji jego pierwsza faza określana jest jako styl regencji (regence) a późniejsza, dojrzalsza forma stylem Ludwika XV. Nowe tendencje, które pojawiły się zwłaszcza w architekturze wnętrz, wiązane są ze swobodną i beztroską atmosferą dworów Filipa Orleańskiego i Ludwika XV oraz fascynacją sztuką chińską, której dzieła w tym czasie masowo sprowadzano do Europy.
Architektura rokoko znacznie odbiega od surowszego nurtu klasycyzującego baroku, nie przypomina także rzeźbiarskich form ukształtowanych we Włoszech. Charakterystyczne cechy rokoka to przede wszystkim lekkość i swoboda kompozycji. Architekci rozwiązują płaszczyzny ścian i sufitów jako całość. Powierzchnia ścian dzielona jest na poszczególne, pola (panneau) w postaci prostokątów, których naroża są często zaokrąglone. Pola otrzymują obramowania z delikatnie rzeźbionych ornamentów w postaci linearnych, często asymetrycznie skomponowanych plecionek, wici, arabeski o motywach inspirowanych światem roślinnym, kształtem muszli i falującej wody (rocaille). Pomiędzy poszczególnymi polami wkomponowane są płaszczyzny drzwi z supraportami, okien i luster, które także otrzymują ozdobne ramy. Dolną część ścian pokrywa się boazerią a pola podziału wypełniają malowidła lub ozdobne tkaniny. Dominuje pastelowa paleta barw o kolorach jasnoróżowych, kości słoniowej, jasnoliliowej, błękitnej, jasnozielonej, białej, złotej i srebrnej. Lekkie meble o dekoracyjnych profilach i porcelanowe drobiazgi dopełniają wnętrze tworząc pogodny nastrój. Najbogatszymi elementami elewacji stają się ślusarskie detale balustrad, krat i ogrodzeń.
Na dworze Filipa Orleańskiego działał niderlandzki architekt i dekorator wnętrz Gilles Marie Oppenordt. Jego prace są związane ze zmianami wystroju wnętrz pałacu w Villers-Cotterêts oraz kilku kościołów w Paryżu. W swoich projektach w miejscu pilastrów i belkowań wprowadził ozdobne, zawiłe elementy sztukatorskie w postaci dekoracyjnych pasów, girland, festonów. W podobnym kierunku podąża także Robert de Cotte.
Czołowym przedstawicielem rokoko był Juste-Aurèle Meissonnier. Projektant funkcjonalnych rozwiązań domów mieszkalnych i bogato dekorowanych wnętrz. W jego pracach występują sale o zaokrąglonych narożach i balkony o falujących liniach. Ozdobą płaszczyzn są asymetryczne ornamenty przechodzące z wici roślinnych w linie o niesprecyzowanym kształcie układające się w skomplikowane kratki, koronki, muszelki. Zaprojektował także fasadę kościoła St-Suplice w Paryżu. Ta praca, jako zbyt odbiegająca od zrównoważonych fasad francuskich budowli, nie została zrealizowana.